# 笹沼晃
笹沼 晃（ささぬま あきら、1973年3月25日 - ）は、日本の男性声優。アーツビジョン所属。東京都出身。

## 人物
声優になろうとしたきっかけは『機動戦士ガンダム』に憧れたから。
同じ事務所で同い年の保志総一朗とは日本ナレーション演技研究所時代からの同期で仲が良く、互いに「総一朗」、「晃」と呼び合っている。
2009年頃に芸名を笹沼尭羅（ささぬま あきら）に改名したが、2019年頃から旧芸名に戻している。
明るくさわやかな青年、ナイーヴ、キザな若者を演じる。
趣味・特技はバスケットボール、散歩、映画鑑賞。

## 出演
太字はメインキャラクター。

### テレビアニメ
1997年
- アニメがんばれゴエモン（アメリカ大統領）

1998年
- DTエイトロン（隊員）
- ふしぎなメルモ リニューアル（大使、国王、オスウサギ、ユキオ、ハヤト、教師、ショウゴ、男B）
- ロスト・ユニバース（悪ガキA）

1999年
- 下級生（ケンジ、男子生徒）
- ゴクドーくん漫遊記（月葉皇子）

2000年
- モンキーマジック（弟子）

2001年
- オフサイド（沢村健人、ルチオ・レオーネ）
- 激闘!クラッシュギアTURBO（万願寺タケシ）
- ゴーゴー五つ子ら・ん・ど（花田れいじ）
- RAVE（ユリウス・レイフィールド）

2002年
- 機動戦士ガンダムSEED（ディアッカ・エルスマン、マーチン・ダコスタ）

2003年
- 爆転シュート ベイブレード Gレボリューション（クロード）
- プラネテス（紅右近、黒服）
- 名探偵コナン（2003年 - 2013年、島田巡査、鑑識）

2004年
- うた∽かた（中埜徹）
- 陰陽大戦記（キリヒト）
- 機動戦士ガンダムSEED DESTINY（ディアッカ・エルスマン、マーチン・ダコスタ）
- クレヨンしんちゃん（シワブキフトシ）
- B-伝説! バトルビーダマン（バトラー〈ジョシュア〉）
- VIEWTIFUL JOE（ストロボ）
- モンキーターンV（伊峡哲男）
- RAGNAROK THE ANIMATION（アコライト）

2006年
- 半分の月がのぼる空（山西保）

2007年
- Devil May Cry（クリストファー）

2008年
- ケロロ軍曹（すいとーる君）

2012年
- エリアの騎士（島谷）

2013年
- イナズマイレブンGO クロノ・ストーン（ヴァンフェニー・ヴァンプ）

2014年
- DRAMAtical Murder（竜峰）
- ハマトラ（聖川星次）

2016年
- DAYS（鬼怒川）

2017年
- SUPER LOVERS 2（紀里の父）

2023年
- 異世界のんびり農家（グラッツ）

2024年
- ハイガクラ（春睨）

2025年
- グリザイア:ファントムトリガー（カリード・サンカ）

### 劇場アニメ
- 天地無用！ 真夏のイヴ（1997年）
- 激闘!クラッシュギアTURBO カイザバーンの挑戦!（2002年、万願寺タケシ）
- ブラックジャック ふたりの黒い医者（2005年、ピック[14]）
- 銀幕ヘタリア Axis Powers Paint it, White（白くぬれ!）（2010年、オーストリア）
- 機動戦士ガンダムSEED FREEDOM（2024年、ディアッカ・エルスマン[15]）

### OVA
- 銀河英雄伝説外伝 白銀の谷（1998年）
- 恋愛候補生 STARLIGHT SCRAMBLE（1998年、桜賀ハルキ）
- 万能文化猫娘 DASH!（1998年、アナウンス、運転手、コンピューター、整備士、通信、搬入係員）
- 下級生（1999年、ティム）
- 私立荒磯高等学校生徒会執行部（2002年、松原潤）
- ガンダムSEED & SEED DESTINY ファンディスク SEED SUPERNOVA er（2006年、ディアッカ・エルスマン）
- ストレイト・ジャケット（2007年、アイザック・ハモンド）
- 茄子 スーツケースの渡り鳥（2007年、ニーノ）
- クイズマジックアカデミー（2008年、フランシス）

### Webアニメ
- ヘタリアシリーズ（2009年 - 2021年、オーストリア[16]、フランスの上司、ロシア教官、オーストリア猫、イタリア兵 他） - 5シリーズ

### ゲーム
1998年
- 個人教授（龍宮寺亘）
- スターライトスクランブル 恋愛候補生（桜賀ハルキ）
- ツアーパーティー 卒業旅行にいこう（榛名葉一、エンジェル）
- ファーランドサーガ（兵士A、兵士B、石人、兵士C）
- 東京魔人學園剣風帖（劉弦月）

1999年
- エアロダンシング featuring Blue Impulse（パイロット〈男性〉）
- Little Lovers SHE SO GAME（伊達恵）

2002年
- 激闘!クラッシュギアTURBO（万願寺タケシ）
- 東京魔人學園外法帖（劉）
- RAVE〜未完の秘石〜（ユリウス）

2003年
- 機動戦士ガンダムSEED（ディアッカ・エルスマン）

2004年
- SDガンダム GGENERATION シリーズ（2004年 - 2025年、マレット・サンギーヌ、光のカリスト、影のカリスト、ディアッカ・エルスマン、マーチン・ダコスタ、レオ・ジーク） - 10作品
- 機動戦士ガンダムSEED 終わらない明日へ（ディアッカ・エルスマン、マーチン・ダコスタ）
- 機動戦士ガンダムSEED DESTINY（ディアッカ・エルスマン）
- クイズマジックアカデミー2（フランシス）
- 帝国千戦記（要使春） - PS2版
- テイルズ オブ リバース（オックス）
- 東京魔人學園外法帖血風録（劉）

2005年
- 機動戦士ガンダムSEED 連合vs.Z.A.F.T.（ディアッカ・エルスマン、マーチン・ダコスタ）
- 機動戦士ガンダムSEED DESTINY GENERATION of C.E.（ディアッカ・エルスマン、マーチン・ダコスタ）
- 機動戦士ガンダム0079カードビルダー（マレット・サンギーヌ）
- クイズマジックアカデミー3（フランシス）
- 第3次スーパーロボット大戦α 終焉の銀河へ（ディアッカ・エルスマン、マーチン・ダコスタ）

2006年
- étude prologue 〜揺れ動く心のかたち〜（真田博士）
- 機動戦士ガンダムSEED DESTINY 連合vs.Z.A.F.T.II（ディアッカ・エルスマン）
- 機動戦士ガンダムSEED DESTINY 連合vs.Z.A.F.T.II PLUS（ディアッカ・エルスマン）
- キャプテン翼（コンティ）
- クラスターエッジ 〜君を待つ未来への証〜（セラフィー・ナイト）
- ゼルダの伝説シリーズ（2006年 - 2016年、リンク） - 3作品
- Lamento -BEYOND THE VOID-（フラウド）

2007年
- 機動戦士ガンダムSEED 連合vs.Z.A.F.T. PORTABLE（ディアッカ・エルスマン、マーチン・ダコスタ）
- 機動戦士ガンダム0083カードビルダー（マレット・サンギーヌ）
- クイズマジックアカデミー4（フランシス）
- 死角探偵 空の世界 〜Thousand Dreams〜（ユキヒロ）
- スーパーロボット大戦Scramble Commander the 2nd（ディアッカ・エルスマン）
- ソウルクレイドル 世界を喰らう者（ギグ）
- 悠久ノ桜（時沢隼人）
- ワンダーキング（男弓使い）

2008年
- クイズマジックアカデミーDS（フランシス）
- クイズマジックアカデミー5（フランシス）
- 大乱闘スマッシュブラザーズシリーズ（2008年 - 2014年、リンク） - 3作品
- 魔界戦記ディスガイア3（ギグ） - DLC追加キャラクター

2009年
- クイズマジックアカデミー6（フランシス）
- 魔界戦記ディスガイア2 PORTABLE（ギグ） - DLC追加キャラクター

2010年
- クイズマジックアカデミーDS 〜二つの時空石〜（フランシス）
- クイズマジックアカデミー7（フランシス）
- TAKUYO Mix Box 〜ファーストアニバーサリー〜（真田博士）
- PANDORA 君の名前を僕は知る（トラヴィス・ラングリッチ）

2011年
- 学園ヘタリア Portable（オーストリア）
- クイズマジックアカデミー8（フランシス）
- 魔界戦記ディスガイア3 Return（ギグ）
- 魔界戦記ディスガイア4（ギグ） - ダウンロードコンテンツで登場

2012年
- イナズマイレブンGO2 クロノ・ストーン ネップウ / ライメイ（ヴァンフェニー・ヴァンプ）
- 学園ヘタリア DS（オーストリア）
- 機動戦士ガンダムSEED BATTLE DESTINY（ディアッカ・エルスマン、マーチン・ダコスタ）
- クイズマジックアカデミー 賢者の扉（フランシス）

2013年
- イナズマイレブンGO ギャラクシー（ヴァンフェニー・ヴァンプ）
- クイズマジックアカデミー賢者の扉 Season2（フランシス）
- 真・ガンダム無双（ディアッカ・エルスマン）

2014年
- 機動戦士ガンダム サイドストーリーズ（マレット・サンギーヌ）
- クイズマジックアカデミー天の学舎（フランシス）
- 魔界戦記ディスガイア4 Return（ギグ）

2015年
- クイズマジックアカデミー 暁の鐘（フランシス）

2017年
- 機動戦士ガンダム エクストリームバーサス マキシブースト ON（ディアッカ・エルスマン）
- ガンダムバーサス（ディアッカ・エルスマン）
- 千の刃濤、桃花染の皇姫（乾鷹人）

2018年
- 機動戦士ガンダム エクストリームバーサス2（2018年 - 2025年、ディアッカ・エルスマン） - 4作品

2020年
- スーパーロボット大戦DD（ディアッカ・エルスマン）

2022年
- 機動戦士ガンダム アーセナルベース（2022年 - 2024年、ディアッカ・エルスマン）

2024年
- モンスターストライク（ディアッカ・エルスマン）

### ドラマCD
- 悪魔で候（山本順一、バスケ部員）
- 機動戦士ガンダムSEED SUIT CD vol.5「アスラン×イザーク×ディアッカ」（ディアッカ・エルスマン）
- 機動戦士ガンダムSEED DESTINY SUIT CD vol.10（ディアッカ・エルスマン）
- 高校デビュー（朝丘）
- 私立荒磯高等学校生徒会執行部（松原潤）
- 少年進化論plus（綿貫ヒロト）
- ソウルクレイドル ドラマCD 〜宮廷魔術師ヨードの華麗なる!大冒険〜（ギグ）
- 東京魔人學園シリーズ（劉弦月）
- となりの801ちゃん（ディア様、色男、チベ君の友人）
- となりの801ちゃん 2（ディア様、元高校球児、役所の受付）
- ファイアーウーマン纏組（男子生徒B）
- ヘタリア シリーズ（オーストリア） 
  - ヘタリア ドラマCD 〜プロローグ〜
  - ヘタリア ドラマCD 第一巻 〜心の底からヘタリアをマンセーする〜
  - ヘタリア ドラマCD 〜プロローグ2〜
  - ヘタリア ドラマCD Vol.2
  - ヘタリア ドラマCD インターバル vol.1「俺様CD」
  - ドラマCD ヘタリア×羊でおやすみシリーズ Vol.3
- HAUNTEDじゃんくしょん〜あの世の恋の物語〜（鈴木ジンコツ）
- 勇者指令ダグオン～スペシャル・ドラマ1～「選挙で激突！トライダグオン」（風紀委員C）
- 楽園ルウト（永塚大峰）
- ルームシェア 素顔のカレ（菊原千尋）

### BLCD
- 愛だろ、愛!! -山田ユギバンブーセレクションCD-「我が家は楽し」（内藤）
- 〜学園エンペラー〜愛してみやがれ!!（花山院葵）
- 危険な保健医カウンセラー（藤堂尚英）
- 君知るや運命の恋（高橋八起）
- 黒の騎士（オスカー）
- 恋はいつも嵐のように（滝沢泉）
- 恋はいつも嵐のように+（プラス）（滝沢泉）
- 傲慢な龍のしもべ（楊駿）
- 傲慢な龍の帝王（楊駿）
- 追憶のキスを君は奪う（副島穂波）
- 追憶のキスを君は奪う-2タイトル連動購入 SPECIAL CD-（副島穂波）
- Punch↑（御園生涼司）
- ファインダーの標的（高羽秋仁）
- フロムイエスタデイ（新屋美雪）
- 迷う男（御園生涼司）
- 淫らな躰に酔わされて（遠宮太郎）
- 誘惑のデカメロン〜千と一夜の愛に溺れて〜（来賓A、牧瀬尚人）
- Lamento -BEYOND THE VOID-（フラウド）
  - Lamento -BEYOND THE VOID- DRAMA CD Vol.1
  - Lamento -BEYOND THE VOID- Drama CD ラブラブラメント学園
  - Drama CD Lamento -BEYOND THE VOID- Rhapsody to the past
- レンアイ・アラカルト!（篠岡須央）
- 籠蝶は花を恋う（月舘詩央）

### 吹き替え

#### 映画
- トウキョウ アンダーグラウンド（2005年、ヤマモト）

#### ドラマ
- ブロッサム（1995年、スティーブ）
- WITHOUT A TRACE/FBI 失踪者を追え!（2005年 - 2007年、アンディ、ルイス）
- 恋歌（2005年、ユン・ミンヒョン〈パク・ヨンハ〉）
- カエルになった王子様（2006年、シュ・ズチェン〈サム・ワン〉）

### 特撮
- 仮面ライダーシリーズ
  - 仮面ライダー電王（2007年、モールイマジン〈ドリルハンド〉の声、NEWモールイマジンの声）
  - 仮面ライダー×仮面ライダー×仮面ライダー THE MOVIE 超・電王トリロジー EPISODE YELLOW お宝DEエンド・パイレーツ（2010年、スパイダーイマジン〈赤目〉 / S大樹の声）
  - オーズ・電王・オールライダー レッツゴー仮面ライダー（2011年、モールイマジンの声）
  - 仮面ライダーウィザード（2013年、仮面ライダーの声）
  - 仮面ライダージオウ（2019年、モールイマジンの声）

### ラジオ
- VOICE CREW（2004年10月3日から2005年3月27日まで高橋美佳子とともに14代目パーソナリティを務める）
- ヘタリアWEBラジオ 〜ヘタリラ〜 第7回（ゲスト）、第8回（パーソナリティ）、第15回（ゲスト）、第16回（パーソナリティ）

### CM
- 東京ドーム
- ピザハット
- 三菱石油
- ニンテンドーDS用ソフト 流星のロックマン（CMナレーション）

### その他コンテンツ
- 声♥遊倶楽部（Piパーズ）
- 教育ビデオ：ミクロパトロール（ピーター）
- パチスロ「エージェント・クライシス」（矢吹烈斗）

### シリーズ一覧
1. ↑  『SEED』（2004年）、『PORTABLE』（2006年）、『SPIRITS』（2007年）、『WARS』（2009年）、『WORLD』『3D』（2011年）、『OVER WORLD』（2012年）、『GENESIS』（2016年）、『CROSSRAYS』[17]（2019年）、『ETERNAL』（2025年）
2. ↑  『トワイライトプリンセス』（2006年）、『リンクのボウガントレーニング』（2008年）、『トワイライトプリンセスHD』（2016年）
3. ↑  『X』（2008年）、『for Nintendo 3DS』『for Wii U』（2014年）
4. ↑  『エクストリームバーサス2』（2018年）、『クロスブースト』（2021年）、『オーバーブースト』（2023年）、『インフィニットブースト』（2025年）